# Portada/article gener 9

## Antoni Gaudí i Cornet
Antoni Gaudí i Cornet (Reus o Riudoms, 25 de juny de 1852 – Barcelona, 10 de juny de 1926) va ser un arquitecte català que ha estat reconegut internacionalment com un dels genis més rellevants de la seva disciplina.
La seva contribució a l'arquitectura és única i és considerat com un dels màxims exponents del modernisme. Des de la infantesa Gaudí va ser un atent observador de la natura, de la qual l'atreien les formes, els colors i la geometria. Malgrat tenir grans edificis realitzats, dels quals cada vegada es fan més monografies, el que més fama l'hi ha donat arreu del món és sens dubte el Temple de la Sagrada Família.